# Роговское сельское поселение (Краснодарский край)
Роговско́е се́льское поселе́ние — муниципальное образование в Тимашёвском районе Краснодарского края России.
В рамках административно-территориального устройства Краснодарского края ему соответствует Роговский сельский округ.
Административный центр — станица Роговская.

## Население
| 2010  | 2012  | 2013  | 2014  | 2015  | 2016  | 2017  |
| ----- | ----- | ----- | ----- | ----- | ----- | ----- |
| 8754  | ↗8897 | ↗9164 | ↗9436 | ↗9742 | ↗9834 | ↗9950 |
| 2018  | 2019  | 2020  | 2021  | 2023  |       |       |
| ↘9884 | ↘9807 | ↘9777 | ↘9554 | ↘9539 |       |       |

## Населённые пункты
В состав сельского поселения (сельского округа) входят 6 населённых пунктов:
| № | Населённый пункт | Тип населённого пункта | Население (чел.) |
| - | ---------------- | ---------------------- | ---------------- |
| 1 | Роговская        | станица                | ↗8233            |
| 2 | Красный          | хутор                  | ↗385             |
| 3 | Кубанский        | хутор                  | ↘12              |
| 4 | Некрасова        | хутор                  | ↗159             |
| 5 | Привокзальный    | хутор                  | ↘186             |
| 6 | Причтовый        | хутор                  | ↗148             |